# Me gustan los poemas y me gusta la vida
Me gustan los poemas y me gusta la vida es un documental estrenado en 2015.
Escrita por el periodista y poeta español Daniel Rodríguez Moya, que también la codirigió junto al escritor nicaragüense Ulises Juárez Polanco, la película fue estrenada en Managua en septiembre de 2015 y fue seleccionada en la sección oficial del 11 Al Jazeera Film Documentary, en el V Festival Internacional de Cine Educativo y Espiritual de Ciudad Rodrigo. La película fue una coproducción hispanonicaragüense. El documental trata sobre el hospital para niños Hospital Infantil Manuel de Jesús Rivera “La Mascota” en Managua (Nicaragua) en el que se utiliza la poesía dentro del tratamiento médico para mejorar la situación psicosocial de los pequeños con cáncer. Los grandes poetas nicaragüenses Ernesto Cardenal y Claribel Alegría son los encargados de enseñar a los pacientes a escribir poemas.

## Sinopsis
Hay un taller de poesía muy original donde Ernesto Cardenal y Claribel Alegría enseñan a hacer poemas a niños con cáncer, en el Hospital Infantil La Mascota, en Managua. Allí se han producido muy bellos poemas, en los que se dice que las culebras ruedan por el suelo como alambres doblados; el colibrí mueve rápido sus alas como las aletas de un abanico; un ganso estira su cuello como un hule; la cola de la ardilla se enrolla como un caracol, y los monos caminan “parecido a los viejitos”. Una niña dice que las caras de las ranas parecen gente fea cuando se están riendo, y un niño ve la bocota del sapo como la bocota de un señor gordo. En esta poesía las estrellas son “de color transparente”, la luna plateada como el agua, el sol tiene “pestañas rosadas”.